# Agnès Varda
Agnès Varda, właśc. Arlette Varda (ur. 30 maja 1928 w Ixelles, zm. 29 marca 2019 w Paryżu) – belgijsko-francuska reżyserka filmowa, scenarzystka i fotografka, przedstawicielka francuskiej nowej fali.

## Życiorys
Jej pierwszy film z 1956 roku, La Pointe Courte, zapoczątkował francuską Nową Falę
Za film Bez dachu i praw (1985) otrzymała Złotego Lwa na 42. MFF w Wenecji. Laureatka honorowego Cezara (2001), Europejskiej Nagrody Filmowej za osiągnięcia życia (2014) i honorowego Oscara za całokształt twórczości (2017).
W ostatnich latach porzuciła kino fabularne na rzecz esejów dokumentalnych, poetyckich w formie i uniwersalnych w wymowie, m.in. Plaże Agnes, Twarze, plaże.
Zasiadała w jury konkursu głównego na 58. MFF w Cannes (2005). Przewodniczyła obradom jury Złotej Kamery na 66. MFF w Cannes (2013).
Jej mężem był reżyser Jacques Demy (od 1962 aż do jego śmierci w 1990).

## Wybrana filmografia
- 1961: Cleo od 5 do 7 (Cléo de 5 à 7)
- 1965: Szczęście (Le bonheur)
- 1966: Stworzenia (Les créatures)
- 1977: Jedna śpiewa, druga nie (L'une chante, l'autre pas)
- 1985: Bez dachu i praw (Sans toit ni loi)
- 1995: Sto i jedna noc (Les cent et une nuits)
- 2000: Zbieracze i zbieraczka (Les glaneurs et la glaneuse, dokumentalny)
- 2008: Plaże Agnes (Les plages d'Agnès, dokumentalny)
- 2017: Twarze, plaże (Visages villages, dokumentalny, nominacja do Oscara)